# Türkische Journalistenvereinigung
Die Türkische Journalistenvereinigung (TGC; türkisch Türkiye Gazeteciler Cemiyeti) ist die größte Journalisten-Organisation der Türkei mit mehr als 3.600 Mitgliedern und Sitz in Istanbul.

## Geschichte
Sie wurde am 10. Juni 1946 von Sedat Simavi, Sadun Galip Savcı, Cihat Baban, Hayri Alpar und Sait Kesler gegründet. TGC ist ein Interessenverband für Journalisten von Zeitungen, Zeitschriften, Hörfunk und Fernsehen. Sie nahm während der KCK und der Ergenekon-Prozesse eine wichtige demokratische Kontrollfunktion wahr.
Der Verband lobt derzeit den Sedat-Simavi-Preis aus.

## Vorsitzende
- Sedat Simavi (1946–1949)
- Burhan Felek (1949–1952)
- Cevat Fehmi Başkut (1952–1959)
- Burhan Felek (1959–1982)
- Nezih Demirkent (1982–1992)
- Necmi Tanyolaç (1992–1994)
- Nail Güreli (1994–2001)
- Orhan Erinç (2001–2013)
- Turgay Olcayto (seit 2013)